# Chad Lindberg
Chad Tyler Lindberg (Mount Vernon, Washington, 1 de noviembre de 1976) es un actor estadounidense. Es conocido por sus papeles en películas como The Fast and the Furious y Cielo de octubre, y series de televisión como Hijos de la anarquía y Supernatural.

## Vida y carrera
Lindberg nació en Mount Vernon, Washington, hijo de Luwana y Pete Lindberg. Asistió a Mount Vernon High School. Comenzó su carrera de actuación con gran éxito como Rory en Black Circle Boys en el Festival de Cine de Sundance de 1997. A partir de ahí, él hizo varias apariciones en programas de televisión populares, como ER, Buffy, la cazavampiros, y Los Expedientes Secretos X. Continuó buscando papeles de películas, especialmente como Sherman O'Dell en Cielo de octubre y Jesse en The Fast and the Furious.
En 2010 apareció en el remake de la película I spit on your grave de 1978. También apareció en el papel recurrente de Chad Willingham en CSI: Nueva York y como Ash en Supernatural. En 2011 participó en el documental de Tony Zierra My Big Break, el cual sigue los inicios de Lindberg, Wes Bentley, Brad Rowe y Greg Fawcett. También fue estrella invitada en un episodio de The Cape como Hicks, un asesino francotirador profesional.

## Filmografía
| Año           | Título                                           | Papel                            |
| ------------- | ------------------------------------------------ | -------------------------------- |
| 1995          | Born to be Wild                                  | Jefe de la hamburguesería        |
| 1997          | 413 Hope St.                                     | Jonas                            |
| 1997          | Buffy, la cazavampiros                           | Dave                             |
| 1997          | ER                                               | Jadd Hueston                     |
| 1997          | Black Circle Boys                                | Rory                             |
| 1998          | The Velocity of Gary                             | Kid Joey                         |
| 1998          | City of Angels                                   | Hijo de Balford                  |
| 1998          | Mercury Rising                                   | James Halstrom                   |
| 1998          | The X-Files                                      | Bobby Rich                       |
| 1999          | The White River Kid                              | Reggie Weed                      |
| 1999          | Cielo de octubre                                 | Sherman O'Dell                   |
| 2000          | Brightness                                       | Nick                             |
| 2001          | The Fast and the Furious                         | Jesse                            |
| 2001          | Undone                                           | Paul                             |
| 2002          | A Midsummer Night's Rave                         | Nick                             |
| 2002          | El novato                                        | Joe David West                   |
| 2002          | The Flats                                        | Harper                           |
| 2003          | El último samurái                                | Winchester Rep Assistant         |
| 2003          | The Failure                                      | William                          |
| 2003          | La Ley y el Orden: Unidad de Víctimas Especiales | Eddie Cappilla                   |
| 2003          | CSI: Las Vegas                                   | Brody Jones                      |
| 2004          | Cold Case                                        | Johnny                           |
| 2005          | National Lampoon's Adam & Eve                    | Freddie                          |
| 2005          | CSI: Nueva York                                  | Chad Willingham                  |
| 2005          | The Inside                                       | Louis Salt                       |
| 2006–2010     | Supernatural                                     | Ash (papel recurrente)           |
| 2006          | Push                                             | Joe                              |
| 2006          | Punk Love                                        | Spike                            |
| 2008          | The Other Side of the Tracks                     | Rusty                            |
| 2009          | Hijos de la anarquía                             | Meth Dealer                      |
| 2010          | Once Fallen                                      | Beat                             |
| 2010          | I Spit on Your Grave                             | Matthew                          |
| 2011          | NCIS                                             | Joey 'Peanuts'                   |
| 2011          | The Cape                                         | Hicks                            |
| 2011          | Mentes criminales                                | Tony (una de las alucinaciones)  |
| 2011          | My Big Break                                     | Él mismo                         |
| 2012          | Castle                                           | Marco Vinstrolli                 |
| 2012          | Weeds                                            | Detective Tipton                 |
| 2012          | Buscadores de fantasmas                          | Él mismo (Investigador invitado) |
| 2014–Presente | Ghost Stalkers                                   | Él mismo (Coanfitrión)           |
| 2014          | Midnight Rider                                   | Joseph "Red Dog" Campbell        |
| 2017          | Security                                         | Mason                            |